# Raymond Walburn
Raymond Walburn (Plymouth, 9 settembre 1887 – New York, 26 luglio 1969) è stato un attore statunitense.

## Biografia
Raymond Walburn iniziò a recitare sul palcoscenico, sulle orme della madre attrice. Ebbe una lunga carriera teatrale prima di debuttare a Broadway nel 1914 nella pièce Cordelia Blossom. Fin dagli anni dieci fece le sue prime apparizioni cinematografiche e raggiunse la fama sul grande schermo con il ruolo del malvagio barone Danglars nel film Il conte di Montecristo (1934), interpretato da Robert Donat.
Affermatosi come interprete caratterista, Walburn apparve in numerose commedie durante gli anni trenta e quaranta, interpretando personaggi comici di gioviale buontempone o di pomposo snob, quasi sempre quale spalla dei protagonisti. Fu interprete prediletto da Frank Capra, che lo diresse in commedie quali Strettamente confidenziale (1934), È arrivata la felicità (1936) e Lo stato dell'Unione (1948), e da Preston Sturges, che lo diresse in Un colpo di fortuna (1940), Evviva il nostro eroe (1944) e Meglio un mercoledì da leone (1947).
La sua ultima apparizione cinematografica risale al 1955 nel film d'avventura I pionieri dell'Alaska, mentre sul piccolo schermo recitò in un episodio della serie antologica The United States Steel Hour, realizzato nel 1958. L'ultima apparizione a Broadway fu nella pièce A Very Rich Woman, andata in scena nel 1965.

## Filmografia parziale
- The Tarantula, regia di George D. Baker (1916)
- The Scarlet Runner, regia di William P.S. Earle, Wally Van (1916)
- Il commediante (The Great Flirtation), regia di Ralph Murphy (1934)
- Il conte di Montecristo (The Count of Monte Cristo), regia di Rowland V. Lee (1934)
- La donna che amo (Lady Be Choice), regia di David Burton (1934)
- Strettamente confidenziale (Broadway Bill), regia di Frank Capra (1934)
- La carne e l'anima (Society Doctor), regia di George B. Seitz (1935)
- Abbasso le bionde (Redheads on Parade), regia di Norman Z. McLeod (1935)
- Voglio essere amata (She Married Her Boss), regia di Gregory La Cava (1935)
- Il domatore di donne (She Couldn't Take It), regia di Tay Garnett (1935)
- Mister Cinderella, regia di Edward Sedgwick (1936)
- Il paradiso delle fanciulle (The Great Ziegfeld), regia di Robert Z. Leonard (1936)
- È arrivata la felicità (Mr. Deeds Goes to Town), regia di Frank Capra (1936)
- Desiderio di re (The King Steps Out), regia di Josef Von Sternberg (1936)
- La moglie di Craig (Craig's Wife), regia di Dorothy Arzner (1936)
- Nata per danzare (Born to Dance), regia di Roy Del Ruth (1936)
- Scandalo al Grand Hotel (Thin Ice), regia di Sidney Lanfield (1937)
- Sorgenti d'oro (High, Wide and Handsome), regia di Rouben Mamoulian (1937)
- Follie di Broadway 1938 (Broadway Melody of 1938), regia di Roy Del Ruth (1937)
- Il prode faraone (Professor Beware), regia di Elliott Nugent (1938)
- Gateway, regia di Alfred L. Werker (1938)
- Bisticci d'amore (Sweethearts), regia di W. S. Van Dyke (1938)
- Il grande nemico (Let Freedom Ring), regia di Jack Conway (1939)
- Eternamente tua (Eternally Yours), regia di Tay Garnett (1939)
- La belva umana (Dark Command), regia di Raoul Walsh (1940)
- Wapakoneta (Third Finger, Left Hand), regia di Robert Z. Leonard (1940)
- Flowing Gold, regia di Alfred E. Green (1940)
- Un colpo di fortuna (Christmas in July), regia di Preston Sturges (1940)
- Kiss the Boys Goodbye, regia di Victor Schertzinger (1941)
- Confirm or Deny, regia di Archie Mayo (1941)
- Il Re della Louisiana (Louisiana Purchase), regia di Irving Cummings (1941)
- Desperados (The Desperadoes), regia di Charles Vidor (1943)
- Vogliamo dimagrire (Let's Face It), regia di Sidney Lanfield (1943)
- Un fidanzato per due (And the Angels Sing), regia di George Marshall (1944)
- Evviva il nostro eroe (Hail the Conquering Hero), regia di Preston Sturges (1944)
- Arsenico e vecchi merletti (Arsenic and Old Lace), regia di Frank Capra (1944)
- Bagliori a Manhattan (Music in Manhattan), regia di John H. Auer (1944)
- Scandalo in famiglia (Lover Come Back), regia di William A. Seiter (1946)
- Tutta la città ne sparla (Rendezvous with Annie), regia di Allan Dwan (1946)
- Meglio un mercoledì da leone (The Sin of Harold Diddlebock), regia di Preston Sturges (1947)
- Lo stato dell'Unione (State of the Union), regia di Frank Capra (1948)
- Ho sposato un demonio (Red, Hot and Blue), regia di John Farrow (1949)
- La chiave della città (Key to the City), regia di George Sidney (1950)
- La gioia della vita (Riding High), regia di Frank Capra (1950)
- Una manciata d'odio (Short Grass), regia di Lesley Selander (1950)
- Largo passo io (Excuse My Dust), regia di Roy Rowland (1951)
- Un'avventura meravigliosa (Golden Girl), regia di Lloyd Bacon (1951)
- Bella ma pericolosa (She Couldn't Say No), regia di Lloyd Bacon (1954)
- I pionieri dell'Alaska (The Spoilers), regia di Jesse Hibbs (1955)

## Doppiatori italiani
- Olinto Cristina in Lo stato dell'Unione, La gioia della vita